# Antoine Risso
Antoine Risso (Giuseppe Antonio Risso) (Nice, 8 april 1777 - Nice, 25 augustus 1845) was een apotheker, zoöloog, botanicus en geoloog uit het graafschap Nizza. Hij werd geboren in Nice, dat toen tot het hertogdom Savoye behoorde. Toen hij er in 1845 stierf, behoorde Nice tot het koninkrijk Piëmont-Sardinië. Enkel van 1792 tot 1814 was Risso een Fransman.

## Biografie
De jonge Risso werd aangetrokken door de botanica en de natuurlijke historie, en werd daarin aangemoedigd door  professor Giovanni Battista Balbis (1765-1831). Hij volgde een opleiding tot apotheker. Hij slaagde in november 1802 in een examen en kon zijn beroep uitoefenen in Nice tot 1826. Tevens onderwees hij natuurwetenschappen aan het keizerlijk lyceum aldaar, tot het graafschap Nizza aan het koninkrijk Piëmont-Sardinië in 1814 werd toegewezen.
Hij verwierf door zelfstudie een grote wetenschappelijke bagage. Hij bestudeerde de plaatselijke fauna en flora en publiceerde in 1810 zijn eerste werk over de vissen uit de regio van de maritieme Alpen, Ichtyologie ou histoire naturelle des poissons des Alpes-Maritimes. In 1813 reisde hij een eerste maal naar Parijs en ontmoette er de vooraanstaande natuurwetenschappers uit die tijd. Hij onderhield er in Nice verdere contacten mee en werd lid van een dertigtal academies en wetenschappelijke verenigingen. Hij schreef onder meer nog Histoire naturelle des crustacés de la mer de Nice (1816) en  Histoire naturelle des principales productions du midi de l’Europe méridionale et principalement celles de Nice (in vijf delen met geologische kaarten, 1826-27). Daarin beschreef hij onder meer vijfentwintig soorten armpotigen, waarvan dertien fossiele soorten.
Samen met Pierre Antoine Poiteau schreef hij een Histoire naturelle des orangers (1818–1820) over de citrusteelt. In 1844 verscheen zijn Flore de Nice et des principales plantes exotiques naturalisées dans ses environs.

## Door hem beschreven soorten
Risso beschreef vele nieuwe soorten, waaronder:
- de orchideeënsoorten Ophrys bilunulata en Ophrys vetula;
- de citrusvrucht bergamot;
- de vissoorten Salaria pavo, Barbus meridionalis, kleine koornaarvis, Blainvilles doornhaai en Kleintandzandtijgerhaai;
- de grijze zwemkrab;
- de longslakken Carychium tridentatum (door hem Saraphia tridentata genoemd) en Oxyloma elegans elegans (slanke barnsteenslak, door hem Succinea elegans genoemd);
- de armpotigen Argyrotheca cuneata en Joania cordata (door hem Terebratula cordata genoemd);
- de citruswolluis.

## Hommage
De vissensoort Elektrona risso is naar hem vernoemd, evenals de slakkenfamilie Rissoidae en het daartoe behorende geslacht Rissoa met onder meer het vliezige drijfhorentje (Rissoa membranacea).